# Ebolowa
Pour les articles homonymes, voir Ebolowa (homonymie).
Ebolowa est une communauté urbaine du Cameroun, située au cœur de la forêt équatoriale. C'est le chef-lieu de la région du Sud et du département de la Mvila.

## Géographie
Ebolowa est située à 158 km au sud de Yaoundé, la capitale politique du Cameroun. Elle lui est reliée, via Mbalmayo (chef-lieu du département du Nyong-et-So'o) par un axe routier bitumé, la route nationale 2. Elle est par ailleurs reliée aux frontières gabonaise et équatoguinéenne par un axe de 120 km, et à Kribi (sur l'océan Atlantique) par deux axes non revêtus, l'un de 160 km via Akom II et l'autre de 180 km via Lolodorf.

## Histoire

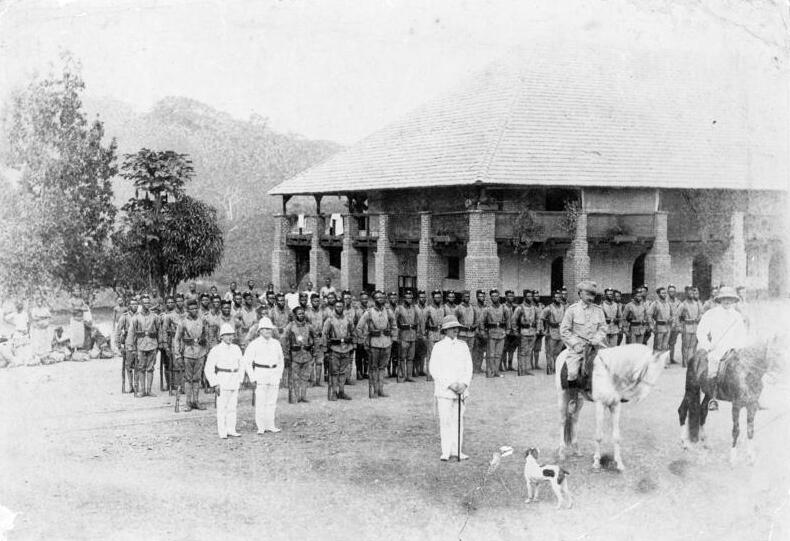
Troupes coloniales à Ebolowa (Kamerun allemand)

Ebolowa capitale historique et traditionnelle du pays boulou, connait son apogée et son déclin avec la culture du cacao. La commune mixte urbaine d'Ebolowa est instaurée en 1947, elle devient par la suite, Commune de plein exercice, Commune urbaine, puis Commune urbaine à régime spécial d’Ebolowa le 25 novembre 1993. 

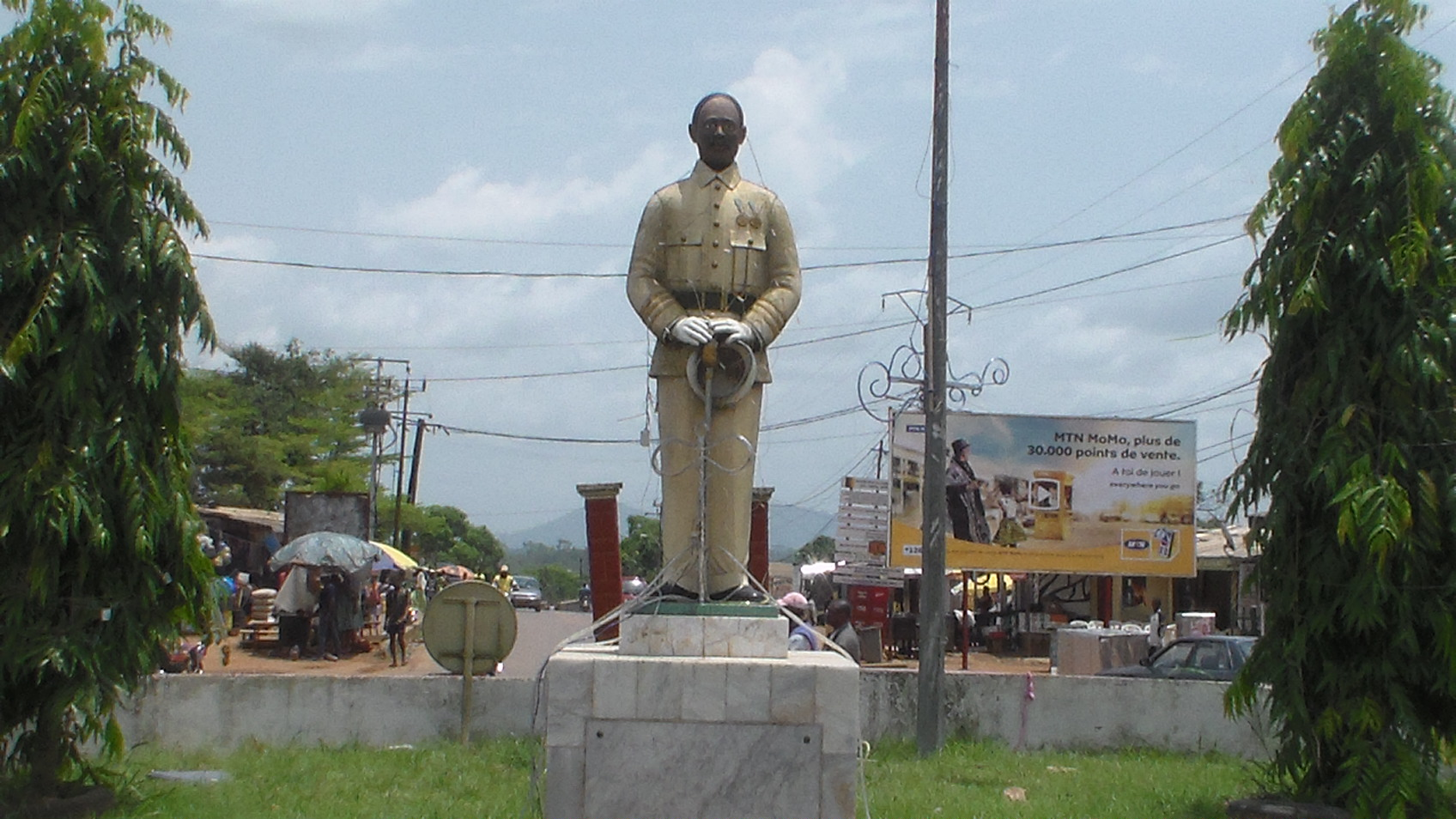

La Communauté urbaine d'Ebolowa est érigée en 2008 constituée des deux communes d'Ebolowa 1er et Ebolowa 2e.

## Population
Lors du recensement de 2005 (RGPH3), la population d'Ebolowa était la suivante :
- Ebolowa Ier : 40 538 habitants, dont 29 089 pour Ebolowa Ier Ville
- Ebolowa IIe : 55 957 habitants, dont 35 926 pour Ebolowa IIe Ville

## Structure administrative

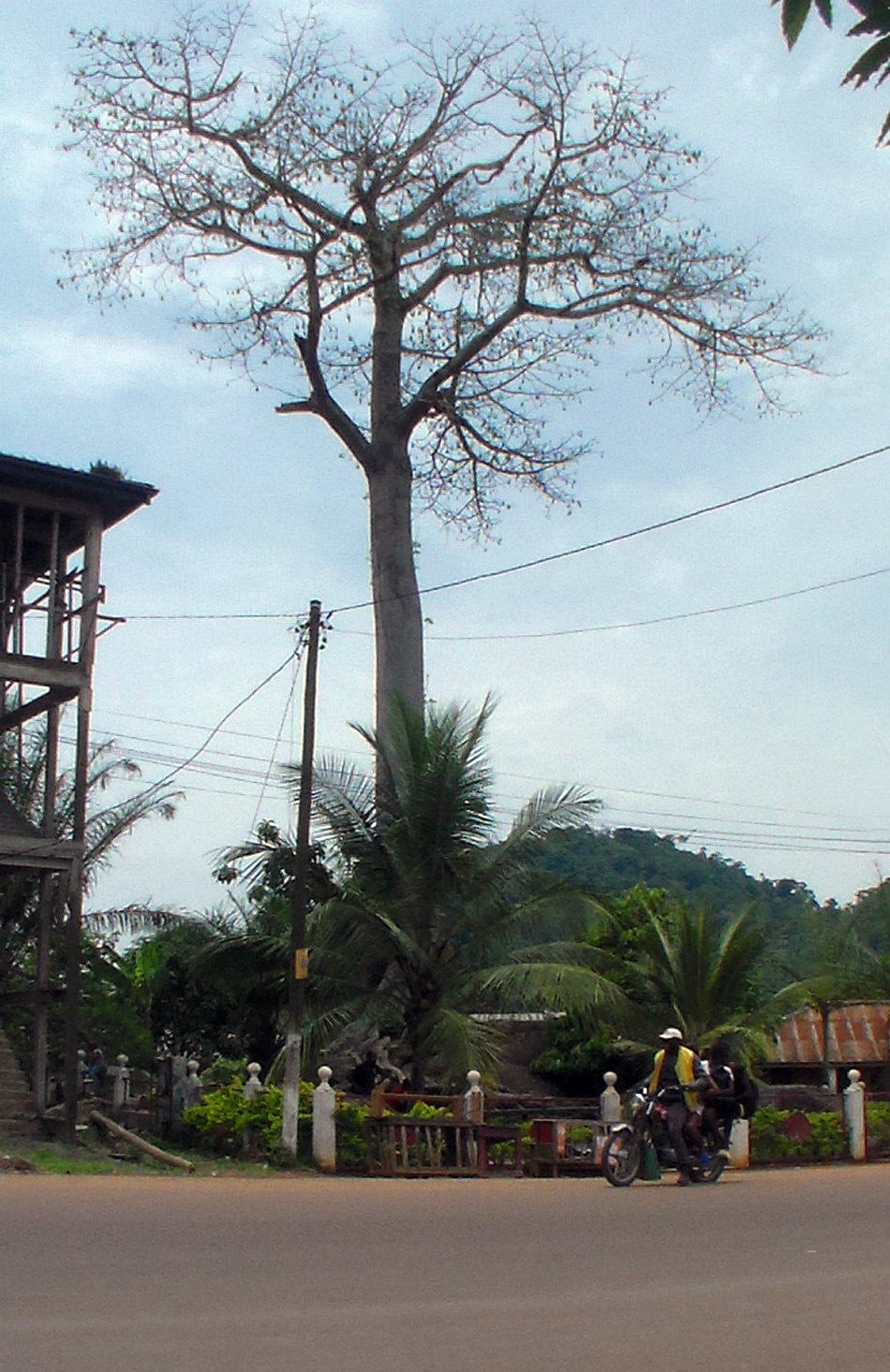
Baobab centenaire sur rocher

Outre la ville, Ebolowa Ier comprend les villages suivants :
- Adjap-Biyeng
- Adjap-Yevol
- Adoum
- Afanengong-Adjap
- Afanengong-Evele
- Akak-Esatolo
- Alam
- Amvam-Yevol
- Ando'o
- Azem
- Bikou'ou
- Engom I
- Engom II
- Engong
- Eves
- Foulassi-Yembong
- Konda
- Koungoulou Biyeng
- Lo'o-Biyeng
- Mebae-Ndong
- Mefak
- Meka'a
- Melate
- Messambe-Yeminsem
- Meyo Ville
- Minkane
- Mvieng
- Mvila-Yeminsem
- Ngalane V
- Nko'emvone
- Nyangong
- Olem
- Sonkot
- Yem-Essakoe
- Yem-Ndong
- Zingui

Outre la ville, Ebolowa IIe comprend les villages suivants :
- Abang
- Abomvomba
- About
- Adjap
- Ako'okas
- Akok
- Akom
- Alen
- Aloum
- Asso'osseng
- Assok
- Avelezok
- Biba
- Bikpwae
- Bikpwaé
- Bissam
- Bissok
- Biton
- Bityili
- Biyeyem
- Bous
- Djop
- Ebae
- Ebolakoun
- Ekoumdoum
- Ekowong
- Elone
- Enongal-Bulu
- Essinguili
- Evindissi
- Foulassi
- Ma'amezam
- Mbako'o
- Mbout
- Mefo
- Mekalat-Biyeng
- Mekalat-Yemveng
- Mekok
- Mekomo
- Metykpwale-Yeminsem
- Mevous
- Meyos
- Meyos
- Mfenda
- Minkok
- Minto
- Mvam-Essakoe
- Mvam-Yetom
- Mvoman
- Ndengue
- Ndjafop
- Ngalane III
- Ngone
- Nko'adjap
- Nko'emvone
- Nkolandom
- Nkolenyeng-Yemvang
- Nkolmvone
- Nkoloveng
- Nkon
- Nkondongo
- Nkpwaebae
- Nloupessa Yemong
- Nnelefoup
- Okpweng
- Onoyong
- Sijakon
- Vema

## Consulat et représentation étrangère
En 2021, la Guinée équatoriale est représenté à Ebolowa par un consulat général.

## Évêché
- Diocèse d'Ebolowa
- Liste des évêques d'Ebolowa
- Cathédrale d'Ebolowa

## Enseignement supérieur
La Faculté des sciences juridiques et politiques (FSJP) de l'Université de Yaoundé II compte 1 500 étudiants en 2019 sur le campus annexe d'Ebolowa établi dans la capitale du Sud depuis 2015.

## Personnalités liées à la ville d'Ebolowa
- Isabelle Bassong (né en 1937), ministre et diplomate,
- Philippe Sanmarco (né en 1947), homme politique français,
- Mohamed Belal Koko'o (né en 1986), footballeur camerounais,
- Aldo Curti (né en 1987), joueur de basket-ball franco-camerounais,
- Annette Jacky Messomo (née en 1993), footballeuse internationale camerounaise.

## Médias
Beaucoup de médias publics et privés cohabitent les villes du Cameroun[pas clair], qu'il s'agisse de chaînes de télévisions, de chaînes de radio ou de la presse écrite.
Quelques chaînes de télévisions camerounaises sont recevables à Ebolowa : CRTV, Canal 2 International, Vision4, Bnews1... Toutefois, de nombreux foyers reçoivent des chaînes télévisions étrangères grâce à la câblodistribution ou au satellite.
Exemples de quelques radios camerounaises recevables à Ebolowa ou émettant depuis Ebolowa : CRTV radio poste national, CRTV radio chaîne de l'Est rcdm radio, radio Nkul Bisoé, Glory Fm, Radio communautaire pour le développement de la Mvila (RCDM)...
Quelques journaux écrits camerounais accessibles à la population de Ebolowa : Cameroun tribune, Le Messager, Mutations, La Nouvelle Expression, Le Jour, Repères, L'anecdote, Realites plus...

## Philatélie
En 1985, la République unie du Cameroun a émis un timbre de 60 F représentant l'hôtel de ville d'Ebolowa.